# 青の洞窟 (ビシェヴォ島)
青の洞窟（あおのどうくつ、クロアチア語: Modra špilja）は、アドリア海に浮かぶクロアチア・ビシェヴォ島にある海蝕洞である。ダルマチア諸島の中央付近、ヴィス島からは南西およそ5kmに位置する。アドリア海で最もよく知られる自然美のひとつであり、時間帯によって青く光り輝くことから、観光地として人気がある。

## 洞窟

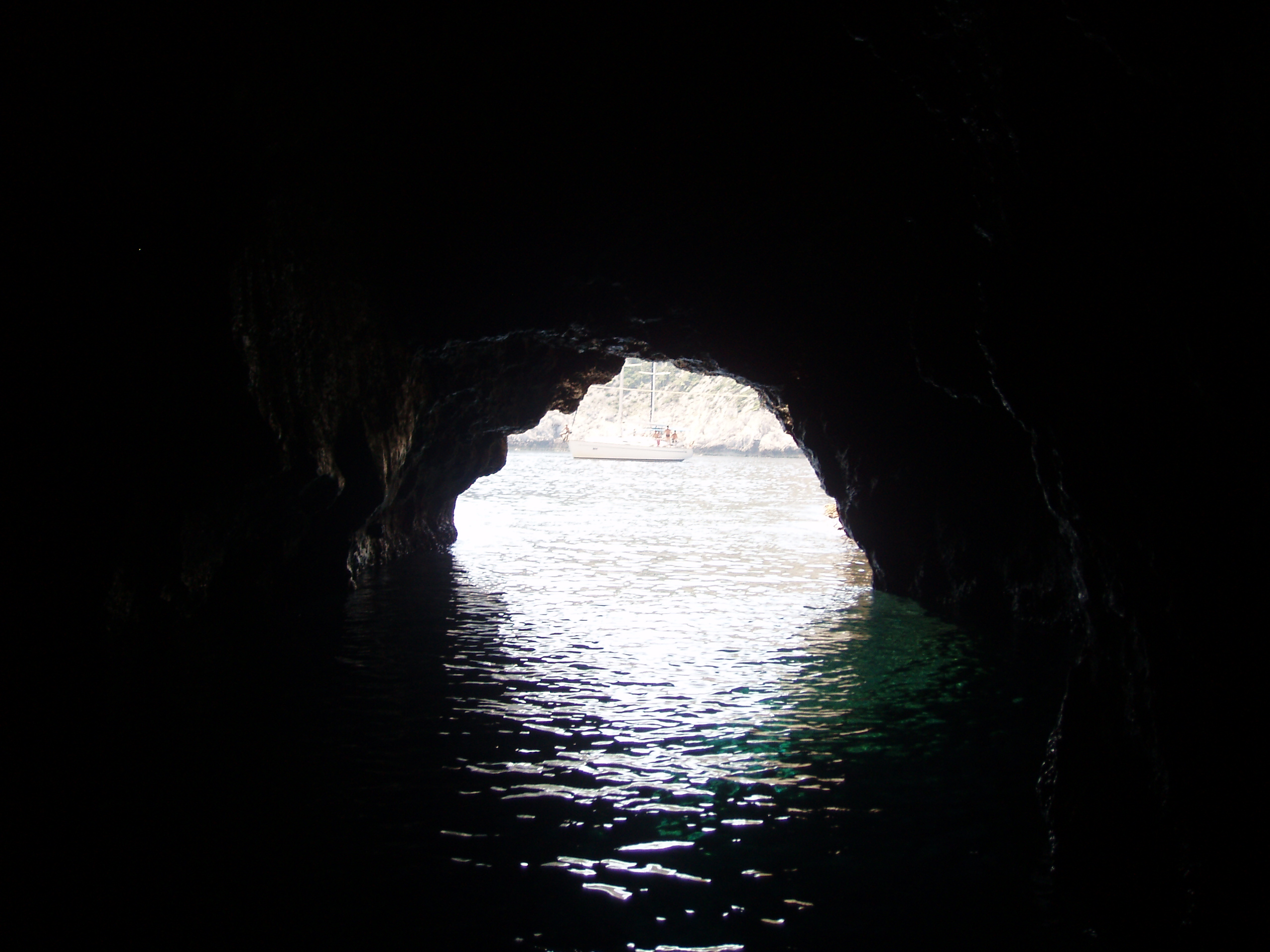
青の洞窟の出口

1884年、オーストリアのオイゲン・フォン・ランソネットによって初めて記されたこの洞窟は、海面下にある入り口がひとつあるのみで、当初はそこから潜っていくしかなかった。彼の提案により、小さなボートが通れるくらいの入り口が人工的に造られた。洞窟の南側にある天然の入り口は、洞窟内のヴォールトに似ていると言われる。洞窟の天井部にある潜水艦のような穴から太陽の光が差し込み、洞窟内を青く光らせる。
季節にもよるが、午前11時から12時の間が洞窟を訪れるのに適している。この時間帯には、洞窟の白い床面から出る水で太陽光が反射し、内部はアクアマリンのような光に包まれ、水中にあるものは銀色に輝いているように見える。これはカプリ島の青の洞窟と同様の現象である。
この洞窟は、ビシェヴォ島を構成する石灰岩が波によって浸食されることで形成された。洞窟の長さは24メートル、深さは10-12メートル、高さは最大で15メートル、入り口は高さ1.5メートル、幅2.5メートルである。
この洞窟には毎年10,000人を超える観光客が訪れているが、ツアーにはラヴニク島の緑の洞窟（クロアチア語: Zelena špilja）が含まれていることが多く、そちらはより規模が大きく、同様の効果でエメラルドグリーンに見える。

## ギャラリー

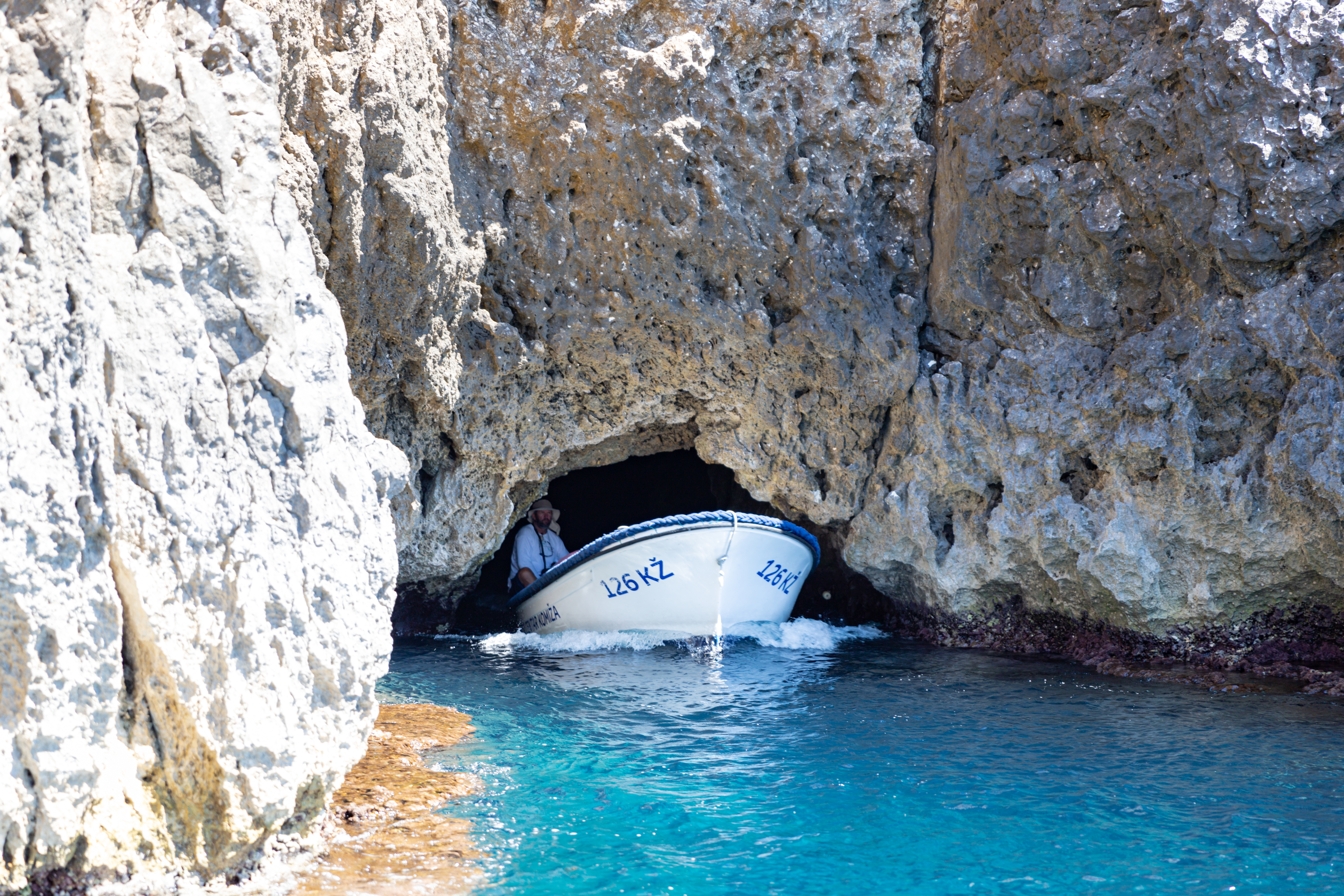
洞窟の入り口
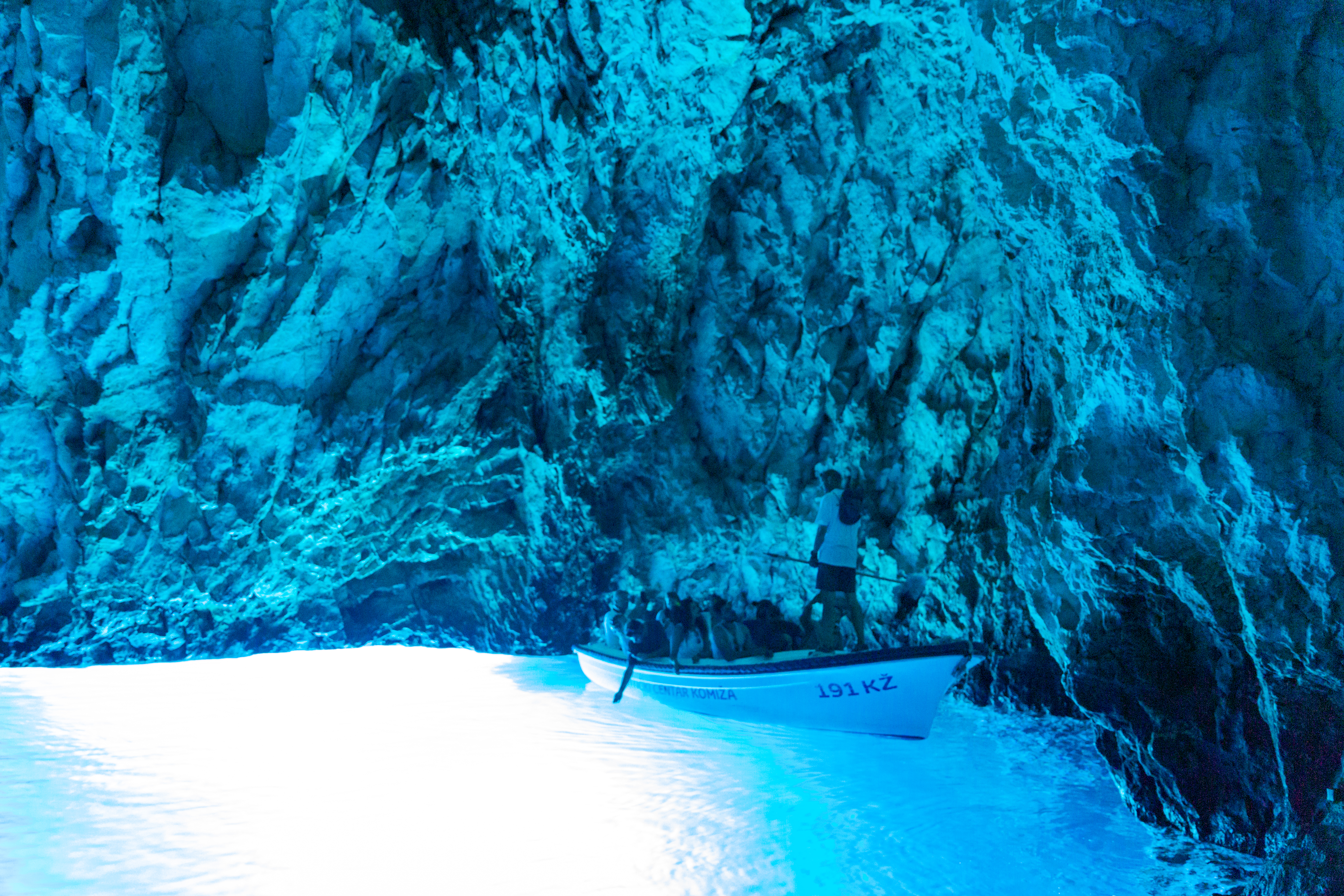
洞窟内を進む観光用ボート
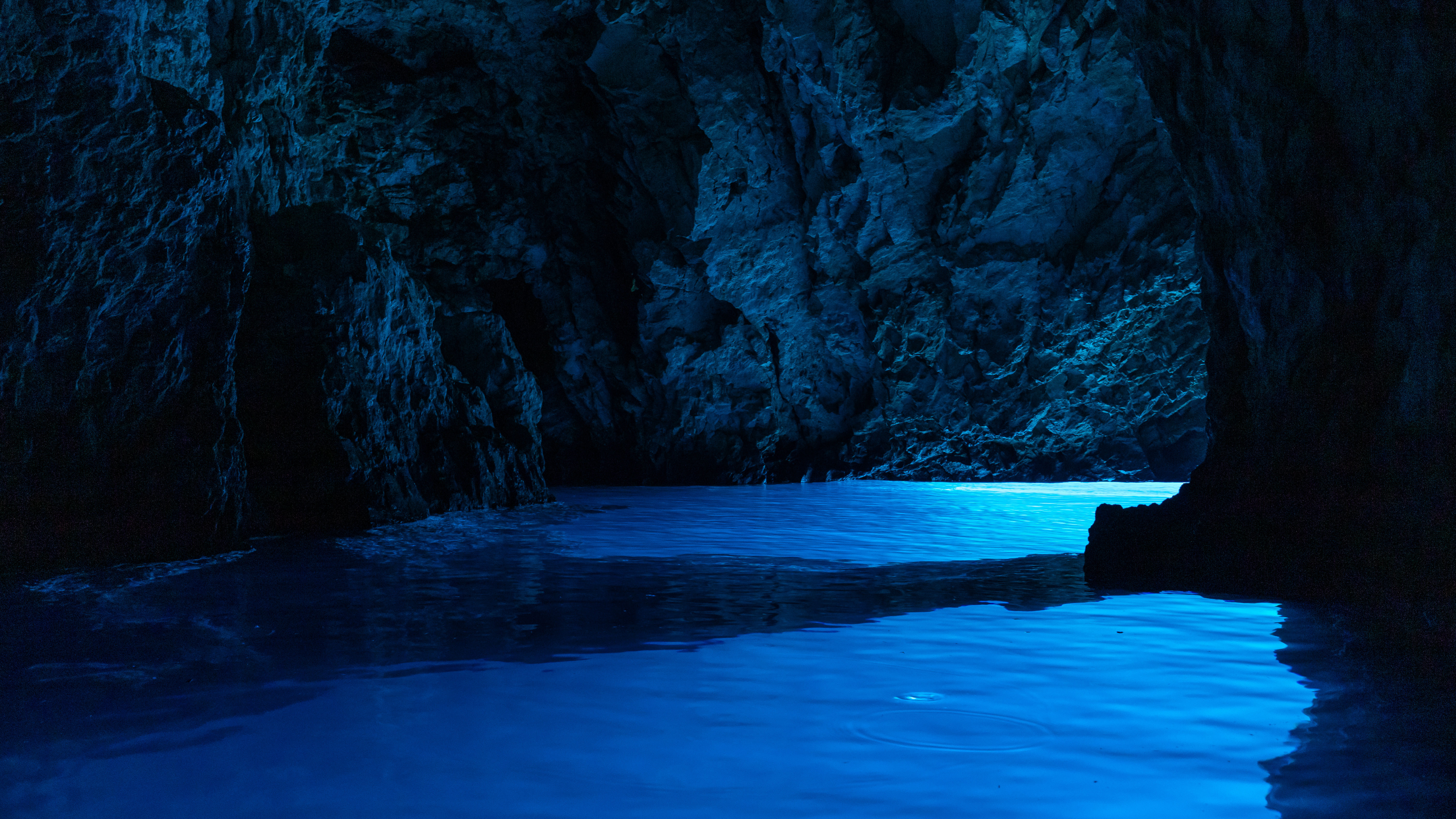
洞窟内部の風景
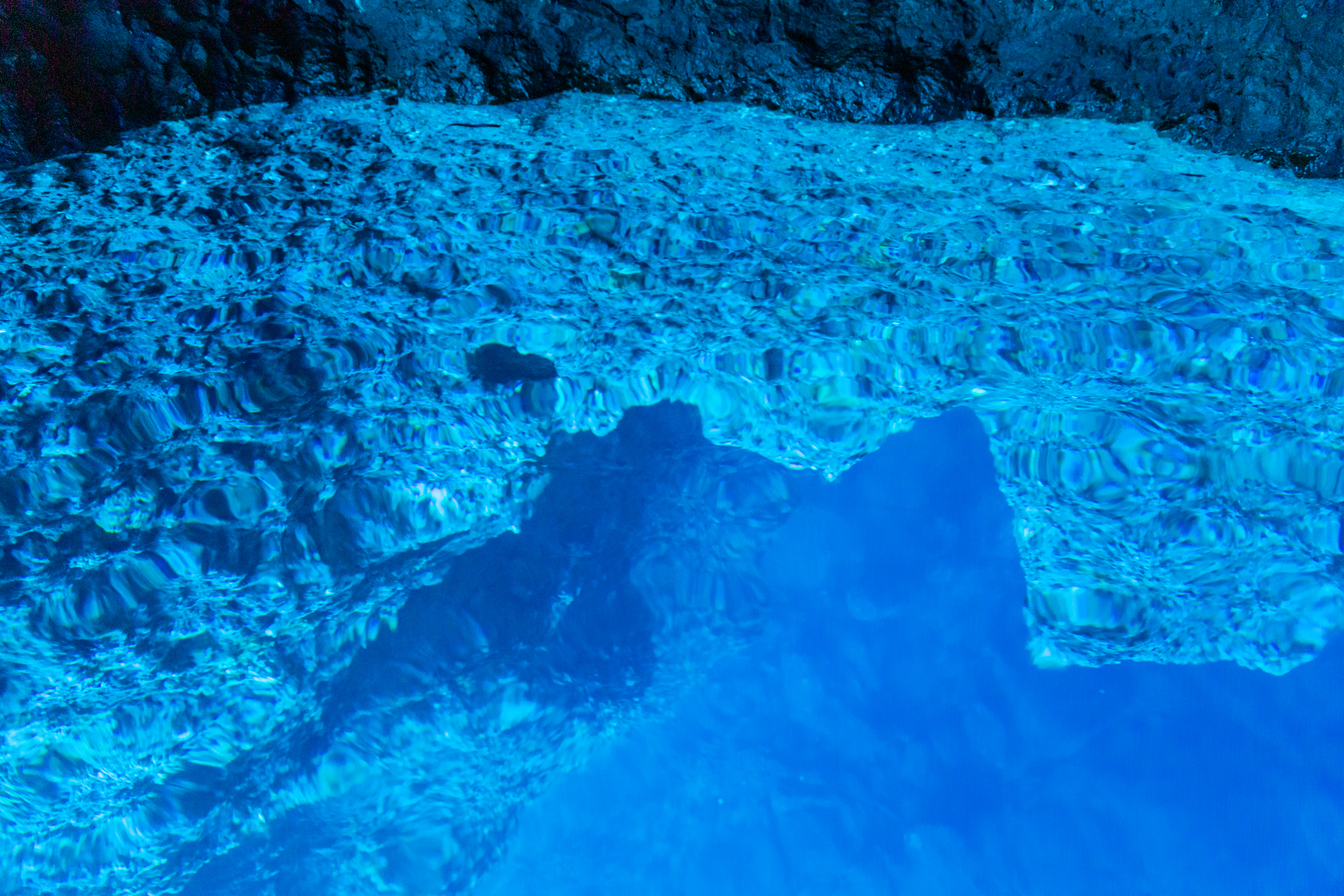
水面から見える石灰岩
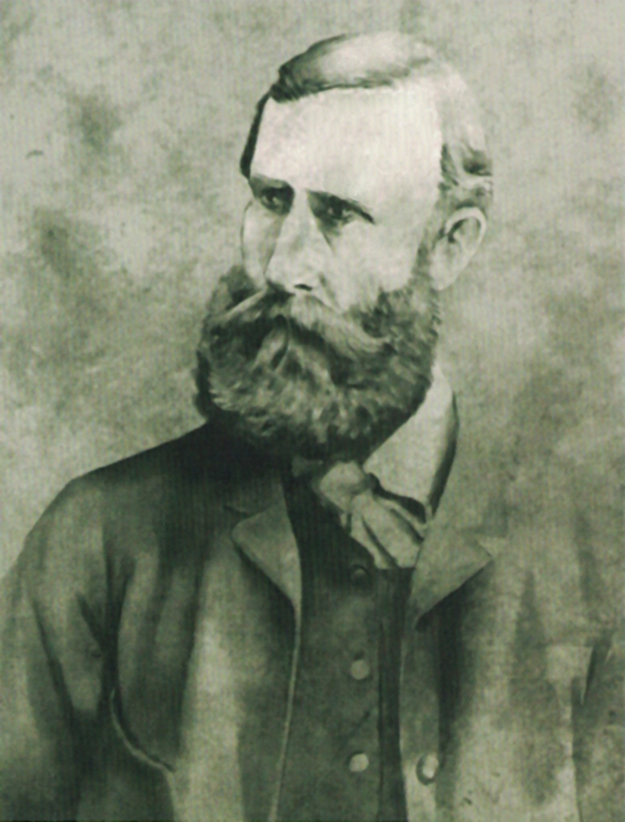
オイゲン・フォン・ランソネット（1885年頃）